# 孙皓
吴末帝孙皓（243年—284年），字元宗，幼名彭祖，又字皓宗，《三国志》原名为孫晧。為廢太子孫和之子，吳大帝孫權之孫，在位十六年（264年—280年），是三国時期東吳的第四位，同時也是三国最後一位皇帝。
吳景帝孙休逝世時，太子非常年幼。因當時吳國處於內憂外患之中，大臣們便合議改立較年長的孫皓即位。孫皓即位後，初期雖然英明施政並多行善舉，在西陵之戰一度挽回吳國的厄運，但中後期實行暴政並過度役使民力，加深了亡國危機。最終，吳國於280年被西晉征服，三國時代也因此終結。
孫皓並無廟號與謚號，後世史書中多將孫皓稱為吳末帝、吳後主，也有用他即位前的封號烏程侯，或是歸晉後的封號歸命侯來指代他。

## 生平

### 早期生活
孫皓出生於赤烏六年（243年），是大帝孫權三子孫和的長子。孫皓的嫡母張妃是張承的女兒，生母何姬是孫和的一名庶妃。孫皓剛出生時得到祖父疼愛，為其取幼名“彭祖”。同一年，孫和被立為太子，直到赤烏十三年（250年）因陷入“二宮之爭”被孫權廢黜，流放到故鄣（今浙江省安吉縣）。太元二年（252年）正月，孫權又將孫和封為南陽王，孫和帶家眷移居封地長沙（郡治今湖南省長沙縣）。不久後，大帝驾崩，由其十歲的幼子少帝孫亮即位。
少帝即位後，張妃的舅舅諸葛恪秉持朝政。建興二年（253年），宗室孫峻誅殺諸葛恪後，借故民間有傳言稱諸葛恪想迎孫和即位，而剝奪了孫和的王位，並將孫和流放到新都（治今浙江省淳安縣），隨後賜死，張妃也一同死去。此時的孫皓年僅十二歲，還有三個異母弟弟，何姬為了將孫皓等人撫養長大而保全了性命。太平三年（258年），孫亮被繼承孫峻權力的孫綝廢黜，孫權的六子景帝孫休被立為帝。
景帝即位後，將孫皓封為烏程侯，命孫皓前往封地烏程（今浙江省湖州市）。他的異母弟孫德、孫謙也分別被封為錢塘侯、永安侯。在當烏程侯期間，孫皓與烏程令萬彧相識，彼此交好。永安七年（264年，魏咸熙元年）七月，景帝托孤於丞相濮陽興後驾崩。在景帝死後，濮陽興並未遵從他的意愿立太子孫為帝。當時吳國的盟國蜀漢已經滅亡，交趾一帶又發生了叛亂，大臣們考慮著擁立一位較年長的君主。已升任為左典軍的萬彧便向濮陽興和另一位權臣張布推薦孫皓，稱孫皓英明果斷，有長沙桓王孫策的風範，并且行事遵守法度。濮陽興與張布被萬彧說服，便一起勸朱太后將孫皓迎立為帝。這一年，孫皓23歲。

### 統治前期（264-268年）

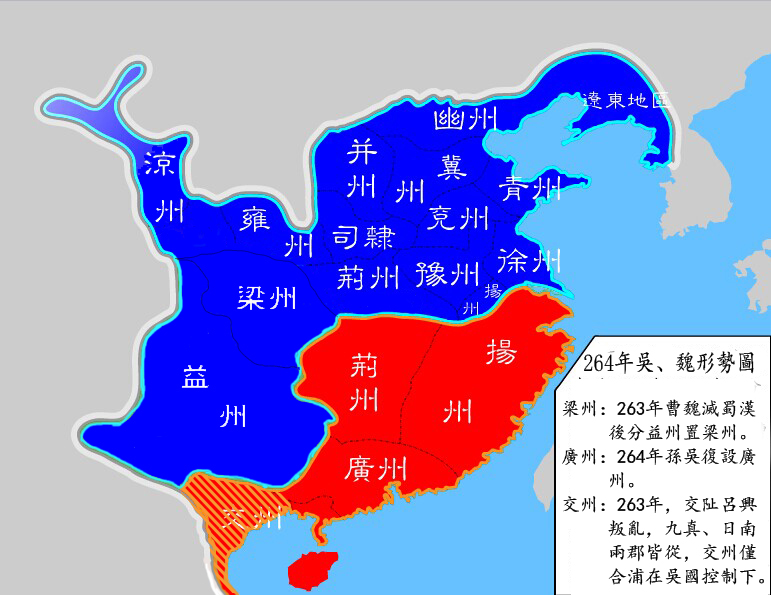
孫皓即位時的形勢圖

孫皓即位後，採取了一系列的舉措來鞏固自己的地位。一方面，他大行封賞，將迎立有功的丞相濮陽興，加封侍中，兼領青州牧，左將軍張布升為驃騎將軍，加封侍中，又把吳國宿將施績、丁奉升為左、右大司馬，以拉攏臣子。另一方面，他發放糧食，救濟窮人，從皇宮放出大量侍女讓她們可以婚配，並放歸宮中圈養的一些野獸，以一系列惠民政策來爭取民心。當時人們都把他稱為明主。
但一段時間後，治國有成、志得意滿的孫皓便顯露出魯莽暴躁、驕傲自滿、迷信以及好酒色的一面。此外，他還將景帝孫休的妻子朱太后貶為景皇后，追謚自己的父親孫和為文皇帝，將自己的生母何姬奉為太后，妻子滕氏立為皇后，將孫休的太子及其它三個兒子封為王爵，以加強自己繼位的合法性。當初擁立他的濮陽興、張布對孫皓的轉變感到震驚和失望，結果被萬彧秘密向孫皓揭發，孫皓將兩人處斬，並夷三族。此時，距離兩人迎立孫皓才過了四個月。之後，孫皓扶植外戚，將滕皇后的父親滕牧和何太后的弟弟即自己的舅舅们何洪、何蔣、何植都封為侯。甘露元年（265年，魏咸熙二年，晉泰始元年）七月，孫皓迫使前太后朱氏自殺，又軟禁了孫休的四個兒子，並殺死了其中較年長的兩人。九月，孫皓聽信術士之言（“荊州有王氣，當破揚州”），又為了防禦司馬氏軍事包夾的迫切需要，決定遷都武昌（今湖北省鄂州市）。這一年十二月，繼承司馬昭權力的司馬炎迫使曹魏禪讓，正式建立了晉王朝。

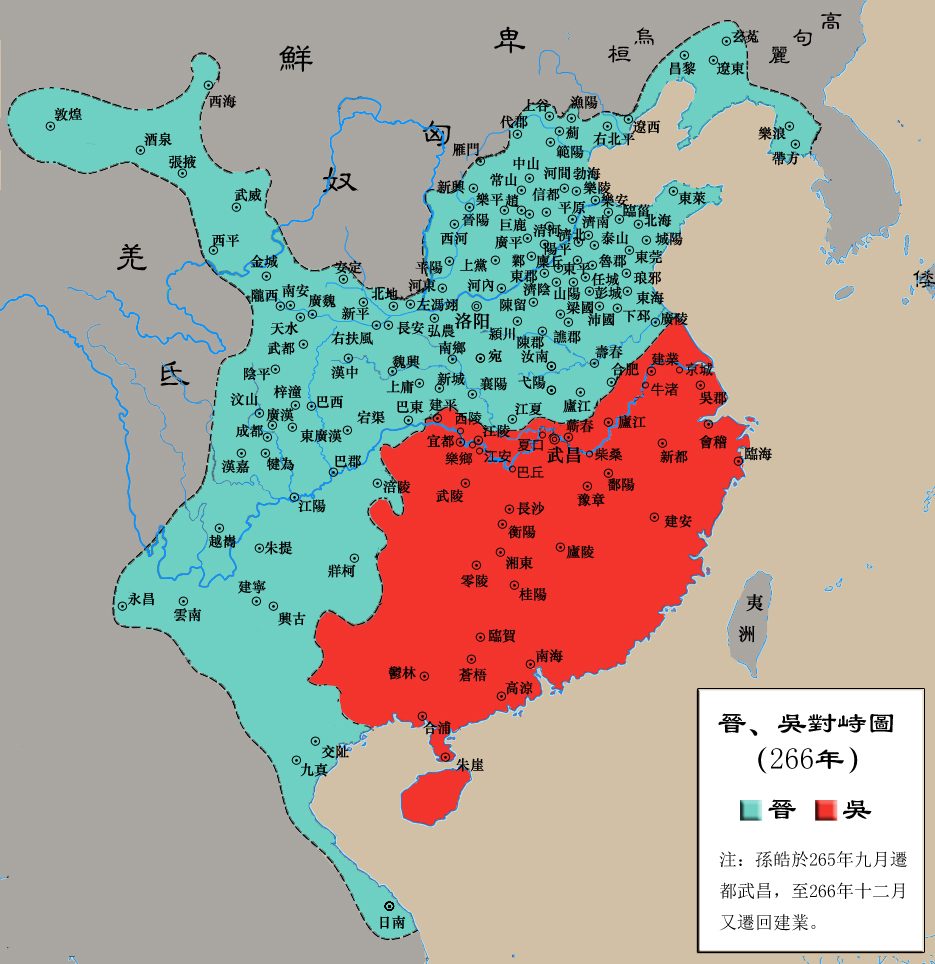
晋代魏后三国末期形势图；甘露末年，宝鼎初年（266年）

寶鼎元年（266年，晉泰始二年），出使晉國的使臣丁忠回到武昌。孫皓召集群臣宴會，因常侍王蕃酒醉失態而大怒，雖然有滕牧、留平等重臣出面為王蕃求情，但孫皓依然下令將王蕃斬首。孫皓的這一舉動令大臣們感到震驚遺憾，賀邵、陸抗後來在270年代上疏勸諫時，都有舉此事為例來指責孫皓，重臣陸凱（同年任左丞相）更是在上疏中將王蕃比為吳國的關龍逢，隱含有將孫皓比為暴君夏桀之意。當時，晉國因為才吞併蜀地不久，有意與吳國暫時維持和平。但使臣丁忠發現晉國戰備有其漏洞，勸說孫皓攻取弋阳郡（郡治今河南省潢川縣西），遭到時任鎮西大將軍的陸凱堅決反對，孫皓表面上贊同了陸凱的意見，並未出兵，但最後還是與晉國絕交了。八月，孫皓分置左、右丞相，左丞相由陸凱擔任，右丞相則安排自己的親信萬彧擔任。
起初，孫皓遷都武昌後，因土地貧乏，而孫皓施政不當處漸多，所需的供給大多要從長江下游運上來，使江東百姓頗有不滿，兒童再度傳唱孫權定都武昌時的歌謠：「寧飲建業水，不食武昌魚，寧還建業死，不止武昌居」。十月，永安山民施旦聚眾數千人起義，劫持孫皓的異母弟永安侯孫謙後向吳故都建業（今江蘇省南京市）進發，一路上不斷有人加入，到建業城外時已有數萬人之多，但還是被吳將丁固、諸葛靚擊潰，孫謙被救回。孫皓當初聽說施旦謀反的消息後，不僅不擔憂，反倒覺得這是應驗了之前術士說的“荊州有王氣，當破揚州”一事，肯定了自己遷都的決斷，命令數百人到建業城大喊“天子使荊州兵來破揚州賊”，來壓制之前的晦氣。丁固請示皓如何處理孫謙，孫皓下令將孫謙母子一起毒殺，後來他還殺了亡父孙和的嫡子即自己的另一个异母弟孫俊。十二月時，孫皓將都城遷回了建業。
寶鼎二年（267年，晉泰始三年）夏六月，孫皓下令新建更大的宮殿──昭明宮。為了昭明宮的修建，呂秩二千石以下的官吏都被派往山中督伐木料，昭明宮的修建歷時半年，工程耗資巨大，而且耽誤了農時。當時陸凱、華覈等人上疏勸止，孫皓拒絕聽從。

### 統治中期（268-272年）
寶鼎三年（268年，晉泰始四年），孫皓開始向晉國發起攻擊。這一年，他親率大軍屯駐東關（今安徽省含山縣西南），令左大司馬施績攻江夏（今湖北省雲夢縣南），右丞相萬彧攻襄陽（今湖北省襄陽市），右大司馬丁奉、右將軍諸葛靚進攻合肥（今安徽省合肥市西），交州刺史劉俊、前部督脩則、將軍顧容等率攻擊投降晉國的交阯（郡治今越南北寧市）叛軍，但都沒有取得成功。北伐大軍被司馬望大軍所拒，兩路主力施績、丁奉分別為晉將胡烈、司馬駿所敗，而南征交阯軍隊更是被晉將楊稷大敗，劉俊、脩則戰死，顧容率殘軍退守合浦（郡治今廣西省合浦縣東北）。
建衡元年（269年，晉泰始五年），孫皓派監軍虞汜、威南將軍薛珝、蒼梧太守陶璜從荊州出發，監軍李勖、督軍徐存從建安海路出發，令兩軍在合浦會合共同剿滅交阯叛軍。此外，還派遣右大司馬丁奉再次北征，攻打谷陽（今安徽省靈壁縣）。但到了建衡二年（270年，晉泰始六年），丁奉部在渦口（今安徽省懷遠縣）一帶被晉將牽弘擊退，李勖部以道路不通為由，殺死向導馮斐後率軍無功而返。孫皓為此大怒，丁奉的向導被處死，李勖更是在被何定揭發後，同徐存被全家誅殺。不久後，何定率領五千人馬到夏口（今湖北省武漢市）打獵，吳宗室前將軍、夏口督孫秀害怕是孫皓令何定來抓自己，提前帶領家送眷數百人投奔晉國。晉武帝拜孫秀為驃騎將軍，儀同三司，封會稽公，禮遇備至。
建衡三年（271年，晉泰始七年）正月，孫皓聽信刁玄增改的讖文（“黃旗紫蓋，見於東南，終有天下者，荊、揚之君！”），認為自己是天命所歸，不顧眾人反對，用車載著自己的母親、妻子、孩子以及後宮上千人，親率大軍從牛渚（今安徽省當塗縣）西進伐晉。晉軍派司馬望率軍駐屯在壽春（今安徽省壽縣）作為防備。結果孫皓的軍隊途中被大雪所阻，士兵忍受天寒地凍的同時還要負責拉孫皓的車隊，都難以忍受這樣的勞苦，軍中漸漸出現倒戈的傳言，因此孫皓只好下令還師。孫皓還師前，右丞相萬彧與右大司馬丁奉、左將軍留平曾私下商議先自行回去，後被孫皓得知，雖然心懷不滿，但介於三人都是老臣並沒有馬上處置。當年，丁奉病逝。翌年，孫皓試圖用毒酒毒死萬彧和留平，二人卻都倖免未死，但不久後，萬彧自殺，留平愁悶而死。
在這兩年間裡，孫吳在軍事上接連取得了重大勝利，使得孫皓的自傲心大幅膨脹。先是在建衡三年（271年，晉泰始七年），南征的薛珝、虞汜、陶璜攻破交阯，擒殺晉軍守將，並收復了九真（郡治今越南清化市）、日南（郡治今越南洞海市南）兩郡，後又平定了扶嚴夷，使持續多年的交阯之亂暫告停歇。接著於鳳凰元年（272年，晉泰始八年）秋八月，陸抗成功討伐了因擔心被孫皓加害而叛投西晉的西陵督步闡，不僅成功收復了戰略要地西陵（今湖北省宜昌市），將步闡等人夷三族，並且擊退了由名將羊祜率領的五萬大軍，圍殲晉將楊肇的三萬援軍。西陵大捷之後，孫皓因為兩年內成功收復失土及大敗西晉，越發自志得意滿，更加相信自己是有上天相助，還召術士尚廣為他占卜看是否能取得天下，占卜的結果顯示他將在庚子年“青蓋入洛陽”。孫皓非常高興，從此專門謀劃統一大業，頻繁派遣軍隊襲擊晉國邊境，但都勞而無功。陸抗上疏反對孫皓的窮兵黷武，希望孫皓看清晉強吳弱的事實，建議“蹔息進取小規，以畜士民之力，觀釁伺隙”，又上疏指出西陵、建平戰略地位的重要，請求加強兩地的兵力。建平太守吾彥也憑借從長江上游漂下的大量木屑，斷定晉國將從巴蜀由水路大舉伐吳，上書孫皓請求加強防備。但孫皓不僅沒有重視這些意見，反而在鳳凰三年（274年，晉泰始十年）陸抗病逝後，將他的兵馬一分為五，交給陸抗的五個兒子分別統領。

### 統治後期（272-279年）
軍事上取得耀人成果的同時，吳國內部卻越發不穩定。
自建衡元年（269年，晉泰始五年）左丞相陸凱病逝後，左大司馬施績、右大司馬丁奉、司空孟仁、右丞相萬彧、左將軍留平、太尉范慎、司徒丁固、大司馬陸抗等重臣在六年時間裡先後逝世，吳國有名望的舊臣死亡殆盡。當孫皓忌憚、尊重的重臣都不復存在之後，他的施政也更加殘暴，對於其他忠臣的勸諫也就不再接納容忍。大約從272年開始，他每次召集群臣宴會，都要故意讓每個人都喝得大醉，讓人在邊上專門檢舉他們的過失。甚至剝人臉皮，挖人眼珠。272年後孫皓對勸諫忠臣的容忍度也大幅下降，不惜痛下殺手以杜絕煩人的諫言：大司農樓玄因為多次直諫忤逆孫皓，被流放廣州，服毒而死；中書令賀邵也因直諫而使孫皓痛恨，當賀邵因中風不能說話，被孫皓懷疑是裝病，拷打致死；侍中韋昭因多次堅持己見，被以不聽從詔命為由處死；東觀令華覈多次上書勸諫，結果為了一些小事被免官遣返；豫章太守張俊因為給孫奮的母親掃墓，而被孫皓處以車裂極刑，並夷三族；會稽太守車浚因為開倉賑濟飢民，被懷疑收買人心而處斬；湘東太守張詠因為征稅不足，被孫皓派人斬殺；尚書熊睦對孫皓稍加勸阻，就被孫皓派人用刀環生生打死；甚至連他曾經寵信的何定、陳聲、張俶也被他處決，其中張俶受車裂之刑，陳聲更是被鋸斷頭顱而死。
相比於272年後孫皓殘暴的高壓政策，晉國都督荊州諸軍事的羊祜則對吳國展開懷柔政策。天璽元年（276年，晉泰始十二年），繼孫秀、步闡之後，吳國又一位重要將領——吳國宗室武衛將軍、京下督孫楷叛投晉國，在此前後，平虜將軍孟泰、偏將軍王嗣、威北將軍嚴聰、揚威將軍嚴整、偏將軍朱買、邵凱、夏祥、昭武將軍劉翻、厲武將軍祖始也都紛紛向晉軍投降。但孫皓絲毫沒有感受到危機的來臨。在吳國在接下来的几年裡，各地奉承他的人爭相獻上有吉祥象徵的事物，讓迷信的孫皓始終堅信自己將一統天下。

### 东吴滅亡

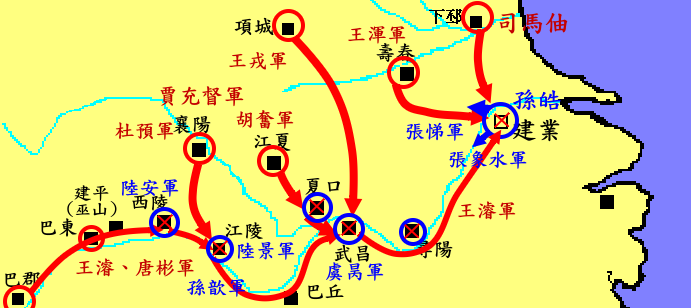
晉軍六路伐吳

天紀三年（279年，晉泰始五年），郭馬攻殺廣州督虞授，在廣州發起叛亂。孫皓派遣滕脩、陶濬、陶璜率軍剿滅郭馬叛軍。冬十一月，晉武帝司馬炎依羊祜生前擬制的計劃，令鎮軍將軍司馬伷、安東將軍王渾、建威將軍王戎、平南將軍胡奮、鎮南大將軍杜預、龍驤將軍王濬、巴東監軍唐彬等分六路大舉伐吳。天紀四年（280年，晉泰始六年）正月，杜預、王渾兩軍分別向江陵（今湖北省荊州市）、橫江（今安徽省和縣）進軍，接連進克吳軍要塞。王渾部率先攻克尋陽（今湖北省黃梅縣西南）、賴鄉等城，屯兵橫江，距建業僅百里之遙。二月，在王濬、唐彬部和杜預部、胡奮部、王戎部的攻擊下，荊州的軍事重鎮丹陽（今湖北省秭歸縣）、西陵、荊門（今湖北省宜昌市東南）、夷道（今湖北省宜都市）、樂鄉（今湖北省松滋縣東）、江陵、江安（今湖北省公安縣）、夏口、武昌等先後失守，吳軍僅戰死或投降的都督、監軍就有十四人，牙門將、郡守一級的將領更是有一百二十多人，荊南各郡望風而降。
三月，由丞相張悌率領的吳軍精銳在版橋（今安徽省和縣）被王渾部擊潰，張悌、孫震、沈瑩全部戰死。孫皓自知滅亡在即，在給舅舅何植的信中自責道：“天匪亡吳，孤所招也。瞑目黃壤，當複何顏見四帝乎！”不久後，何植也向王渾軍投降。這時，王濬率水軍從武昌順流而下，直取建業。吳主孫皓派遣張象率水軍一萬餘人前往抵擋，但王濬大軍一到，張象便立即投降。孫皓又另遣陶濬率軍兩萬迎敵，結果士兵全部連夜逃竄。孫皓周圍數百人又請求他殺死寵臣岑昬，他不得以而被迫答應。後來，孫皓聽從光祿勛薛瑩和中書令胡沖的計策，分別遣送使節向王濬、司馬伷、王渾請降，試圖分化晉軍，未能奏效。三月壬寅日（280年5月1日），王濬率大軍進入石頭城，孫皓率太子孫瑾、魯王孫虔等二十一人出降，全家被遣送至洛陽。吳國至此滅亡。晉武帝下詔封孫皓為歸命侯。孫皓決定投降後，為了讓晉軍順利接收各地，廣發勸降書信給臣僚，信中寫道：

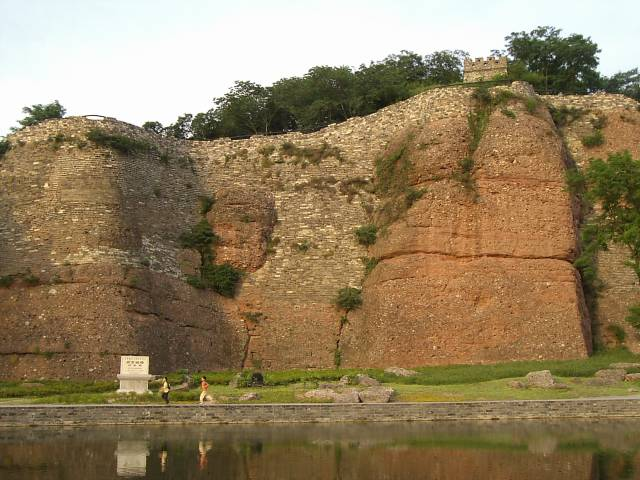
石頭城遺址

|  | 孤以不德，忝继先轨。处位历年，政教凶悖，遂令百姓久困涂炭，至使一朝归命有道，社稷倾覆，宗庙无主，惭愧山积，没有余罪。自惟空薄，过偷尊号，才琐质秽，任重王公，故《周易》有折鼎之诫，诗人有彼其之讥。自居宫室。仍抱笃疾，计有不足，思虑失中，多所荒替。边侧小人，因生酷虐，虐毒横流，忠顺被害。闇昧不觉，寻其壅蔽，孤负诸君，事已难图，覆水不可收也。今大晋平治四海，劳心务于擢贤，诚是英俊展节之秋也。管仲极雠，桓公用之，良、平去楚，入为汉臣，舍乱就理，非不忠也。莫以移朝改朔，用损厥志。嘉勖休尚，爱敬动静。夫复何言，投笔而已！ |

五月，孫皓到達洛陽後，得到了晉武帝較為優厚的待遇。後來晉武帝大會群臣時，召孫皓進見，孫皓上前叩首請罪，晉武帝指著坐席上的最末座對孫皓說：“朕設此座以待卿久矣。”孫皓回應道：“臣於南方，亦設此座以待陛下。”賈充故意刁難他說：“聞君在南方，每鑿人眼目，剝人面皮，此何等刑耶？”孫皓回答說：“人臣弒君及奸佞不忠者，則加此刑耳。”賈充曾指使手下殺害魏帝曹髦，聽了孫皓的話後羞愧不已，而孫皓本人則面不改色。晉武帝曾与王济下棋，孙皓在旁边，晉武帝对孙皓说：“何以好剥人面皮？”孙皓回应道：“见无礼于君者则剥之。”王济当时把脚伸到了棋盘下，因而孙皓讥讽王济。晋武帝有一次问孙皓：“闻南人好作《尔汝歌》，颇能为不？”孙皓正饮酒，于是举羽觞吟诵：“昔与汝为邻，今为汝做臣；上汝一杯酒，令汝寿万春！”。爾汝歌原為南人市井小調，「爾」「汝」皆為同輩間帶有輕視意義的不敬稱呼，孙皓直呼晋武帝为汝，晋武帝因此感到后悔。太康四年十二月（284年初），孫皓在洛陽逝世，享年四十二歲，葬於河南縣界的邙山。

## 人物

### 性格
孫皓是中國歷史上有名的暴君，生性多疑且殘暴，設立諸多酷刑。他曾殺死或流放多名重要宗室，如殺害再从兄弟孫奉，流放从兄弟孙基、孙壹，誅殺五叔孫奮及其五子，殺死異母弟孫謙、孫俊等。對大臣，他也常常施以重刑，僅丞相一級的官員為例：除張悌在亡國之際戰死外，濮陽興被流放處死，夷三族，萬彧被譴自殺，全家遭流放；陸凱死後數年，全家被處以流放。此外，孙皓非常迷信，常憑借運曆、望氣、卜筮、讖緯之類的原因來決定如遷都、用兵、皇后廢立等重大事件，並因此一直堅信自己將統一天下。

### 逸聞
孫皓富有才氣，有一定書法造詣，還能吟詩唱歌，一次陪侍晉武帝，武帝说：“听说你擅长唱歌，给朕唱一首《尔汝歌》吧”。孙皓应声唱道：“昔與汝為鄰，今為汝作臣。勸汝一杯酒，願汝壽千春。”

## 家庭
| \| \| \| \| \| \| \| \| \| \| \| \| \| \| \| \| \| \| \| \| 高祖父：孙钟 \| \| \| \| \| \| \| \| \| \| \| \| \| \| \| \| \| \| \| \| \| \| \| \| \| \| \| \| \| \| \| \| \| \| \| \| \| \| \| \| \| \| \| \| \| \| \| \| \| \| \| \| \| \| 曾祖父：（追尊）始祖武烈皇帝孫堅 \| \| \| \| \| \| \| \| \| \| \| \| \| \| \| \| \| \| \| \| \| \| \| \| \| \| \| \| \| \| \| \| \| \| \| \| \| \| \| \| \| \| \| \| \| \| \| \| \| \| \| \| \| \| 祖父：太祖大皇帝孫權 \| \| \| \| \| \| \| \| \| \| \| \| \| \| \| \| \| \| \| \| \| \| \| \| \| \| \| \| \| \| \| \| \| \| \| \| \| \| \| \| \| \| \| \| \| \| \| \| \| \| \| \| \| \| 曾祖母：（追尊）武烈皇后吳氏 \| \| \| \| \| \| \| \| \| \| \| \| \| \| \| \| \| \| \| \| \| \| \| \| \| \| \| \| \| \| \| \| \| \| \| \| \| \| \| \| \| \| \| \| \| \| \| \| \| \| \| \| \| \| 父：（追尊）文皇帝孫和 \| \| \| \| \| \| \| \| \| \| \| \| \| \| \| \| \| \| \| \| \| \| \| \| \| \| \| \| \| \| \| \| \| \| \| \| \| \| \| \| \| \| \| \| \| \| \| \| \| \| \| \| \| \| 外曾祖父：王卢九 \| \| \| \| \| \| \| \| \| \| \| \| \| \| \| \| \| \| \| \| \| \| \| \| \| \| \| \| \| \| \| \| \| \| \| \| \| \| \| \| \| \| \| \| \| \| \| \| \| \| \| \| \| \| 祖母：（追尊）大懿皇后王氏 \| \| \| \| \| \| \| \| \| \| \| \| \| \| \| \| \| \| \| \| \| \| \| \| \| \| \| \| \| \| \| \| \| \| \| \| \| \| \| \| \| \| \| \| \| \| \| \| \| \| \| \| \| \| 吳末帝孫皓 \| \| \| \| \| \| \| \| \| \| \| \| \| \| \| \| \| \| \| \| \| \| \| \| \| \| \| \| \| \| \| \| \| \| \| \| \| \| \| \| \| \| \| \| \| \| \| \| \| \| \| \| \| \| 外祖父：何遂 \| \| \| \| \| \| \| \| \| \| \| \| \| \| \| \| \| \| \| \| \| \| \| \| \| \| \| \| \| \| \| \| \| \| \| \| \| \| \| \| \| \| \| \| \| \| \| \| \| \| \| \| \| \| 母：（追尊）文皇后何姬 \| \| \| \| \| \| \| \| \| \| \| \| \| \| \| \| \| \| \| \| \| \| \| \| \| \| \| \| \| \| \| \| \| \| \| \| \| \| \| \| \| \| \| \| \| \| \| \| \| \| \| \| |                                  |  |  |  |  |  |  |  |  |  |  |  |  |  |  |  |
| |                                  |  |  |  |  |  |  |  |  |  |  |  |  |  |  |  |
| | 高祖父：孙钟                     |  |  |  |  |  |  |  |  |  |  |  |  |  |  |  |
| |                                  |  |  |  |  |  |  |  |  |  |  |  |  |  |  |  |
| |                                  |  |  |  |  |  |  |  |  |  |  |  |  |  |  |  |
| | 曾祖父：（追尊）始祖武烈皇帝孫堅 |  |  |  |  |  |  |  |  |  |  |  |  |  |  |  |
| |                                  |  |  |  |  |  |  |  |  |  |  |  |  |  |  |  |
| |                                  |  |  |  |  |  |  |  |  |  |  |  |  |  |  |  |
| | 祖父：太祖大皇帝孫權             |  |  |  |  |  |  |  |  |  |  |  |  |  |  |  |
| |                                  |  |  |  |  |  |  |  |  |  |  |  |  |  |  |  |
| |                                  |  |  |  |  |  |  |  |  |  |  |  |  |  |  |  |
| | 曾祖母：（追尊）武烈皇后吳氏     |  |  |  |  |  |  |  |  |  |  |  |  |  |  |  |
| |                                  |  |  |  |  |  |  |  |  |  |  |  |  |  |  |  |
| |                                  |  |  |  |  |  |  |  |  |  |  |  |  |  |  |  |
| | 父：（追尊）文皇帝孫和           |  |  |  |  |  |  |  |  |  |  |  |  |  |  |  |
| |                                  |  |  |  |  |  |  |  |  |  |  |  |  |  |  |  |
| |                                  |  |  |  |  |  |  |  |  |  |  |  |  |  |  |  |
| | 外曾祖父：王卢九                 |  |  |  |  |  |  |  |  |  |  |  |  |  |  |  |
| |                                  |  |  |  |  |  |  |  |  |  |  |  |  |  |  |  |
| |                                  |  |  |  |  |  |  |  |  |  |  |  |  |  |  |  |
| | 祖母：（追尊）大懿皇后王氏       |  |  |  |  |  |  |  |  |  |  |  |  |  |  |  |
| |                                  |  |  |  |  |  |  |  |  |  |  |  |  |  |  |  |
| |                                  |  |  |  |  |  |  |  |  |  |  |  |  |  |  |  |
| | 吳末帝孫皓                       |  |  |  |  |  |  |  |  |  |  |  |  |  |  |  |
| |                                  |  |  |  |  |  |  |  |  |  |  |  |  |  |  |  |
| |                                  |  |  |  |  |  |  |  |  |  |  |  |  |  |  |  |
| | 外祖父：何遂                     |  |  |  |  |  |  |  |  |  |  |  |  |  |  |  |
| |                                  |  |  |  |  |  |  |  |  |  |  |  |  |  |  |  |
| |                                  |  |  |  |  |  |  |  |  |  |  |  |  |  |  |  |
| | 母：（追尊）文皇后何姬           |  |  |  |  |  |  |  |  |  |  |  |  |  |  |  |
| |                                  |  |  |  |  |  |  |  |  |  |  |  |  |  |  |  |
| |                                  |  |  |  |  |  |  |  |  |  |  |  |  |  |  |  |

- 兄弟
  - 孫德，孫皓異母弟，孫休時封為錢塘侯。
  - 孫謙，孫皓異母弟，孫休時封為永安侯，孫皓時被山民施旦劫持謀反，後為孫皓所殺。[89]
  - 孫俊，孫皓異母弟，生母為孫和嫡妃張氏，孫休時封為騎都尉，後為孫皓所殺。[90]
- 姊妹
  - 孫氏，孫皓異母妹，生母為孫和嫡妃張氏，嫁陸景为妻。[91]
- 妃嬪
  - 滕皇后，與太常滕胤同族，滕牧之女，吳亡後隨孫皓內遷洛陽。
  - 張美人，張布女，受孫皓寵愛，後因讽刺孫皓而被棒殺。
  - 左夫人，一說為王氏，一說為張氏（張美人姊），受孫皓寵愛，死後孫皓日夜思念，數月不臨朝政。[92][93]
- 子
  - 孫瑾，孫皓子，建衡元年（269年）立為太子，吳亡後隨孫皓內遷洛陽，被封為中郎。
  - 孫虔，孫皓子，先封為淮陽王，後改為魯王，吳亡後隨孫皓內遷洛陽，被封為郎中。
  - 孫充，孫皓子，晉永嘉四年（310年）被錢璯擁立為吳王，後又為錢璯所殺。[94]
  - 孫璠，孫皓子，晉太興元年（318年）謀反，失敗被殺。[95]
  - 孫希祖，孫皓子，後死於家鄉富春縣。[96]
  - 其他：孫皓先後封三十三人為王，除魯王孫虔外，其餘人的名字都沒有記載。[97]

## 歷史評價
同絕大多數亡國之君一樣，對孫皓的評價以負面評價為主。從孫皓受到的各種評價來看，他是一個典型的暴君形象，吳國重臣陸凱、陸抗在給孫皓的上疏中，曾多次暗示他堪比夏桀、商紂。曾擔任吳國光祿勛的薛瑩稱在孫皓當政時“昵近小人，刑罰妄加，大臣大將無所親信，人人憂恐，各不自安”。而孫皓被晉軍俘虜後，也批判自己“虐毒横流，忠顺被害。闇昧不觉，寻其壅蔽”，要求未降的吳軍儘快投降。此外，有些吳國人士曾對孫皓做出正面評價，如吳將吾彥在歸降西晉之後，在晉武帝面前力讚孫皓的英明：「吳主英俊，宰輔賢明」；而孫皓早期的好友萬彧也稱讚孫皓好學不倦、英明果斷，有孫策的風範。
在敵國眼中，272年後孫皓因殘暴所導致的吳國內部不安，已經促成了進攻吳國的最佳時機，晉臣張華曾對晉武帝說：“吳主荒淫驕虐，誅殺賢能，當今討之，可不勞而定”。晉將羊祜更是在上疏中稱：“孫皓暴虐已甚，於今可不戰而克。若皓不幸而沒，吳人更立令主，雖有百萬之眾，長江未可窺也，將為後患矣！”認為如果孫皓死掉，伐吳的難度將會大大增加。晉代史臣陳壽、孫盛在批評孫皓的暴虐以外，還指責晉武帝對孫皓的處置太過寬厚，認為像孫皓這樣的“肆行殘暴，忠諫者誅，讒諛者進，虐用其民，窮淫極侈”的禍國殃民之君，“梟首素旗，猶不足以謝冤魂”，“宜腰首分離，以謝百姓”。
同時，關於孫皓也有一些其它方面的評價，如晉臣秦秀在為滅吳的王濬請功時，曾言及孫皓對晉國用兵給晉國帶來的心理威脅，稱“以孫皓之虛名，足以驚動諸夏，每一小出，雖聖心知其垂亡，然中國輒懷惶怖。”後世的李世民則從另一個角度出發，將孫皓前期“權施恩惠之風”與王莽稱帝前“偽行仁義之道”相提並論，認為兩人的失敗就在於“有始無終”，以此得出二人都迅速覆亡的結論。唐代的朱敬則在批評孫皓的同時，還對他的權謀和才華予以一定程度的肯定。
孫皓的書跡流傳到唐代，庾肩吾在他所著《書品》中则把孙皓评为「中中」，与曹操杜预并列，称“魏帝（曹操）筆墨雄贍、吳主（孫皓）體裁綿密”，書法家韋續则把他的行隸，評為「下中」品。

## 臣僚
| - 丞相 - 濮陽興（264年） - 陸凱（266年－269年，左丞相） - 萬彧（266年－272年，右丞相） - 许沇（276年前后） - 張悌（279年－280年） - 大司馬 - 朱績（264年－270年，左大司馬） - 丁奉（264年－271年，右大司馬） - 陸抗（273年－274年） | - 太尉 - 範慎（271年－273年） - 司徒 - 丁固（268年－273年） - 何植（279年－280年） - 司空 - 孟仁（268年－271年） | - 驃騎將軍 - 張布（264年） - 朱宣（？－？） - 車騎將軍 - 劉纂（？－？） - 衛將軍 - 滕牧（264年－？） |

- 其他
  - 太常張夔，光祿勛薛瑩，大鴻臚張儼，少府李勖，大司農樓玄，中書令紀陟、賀邵、弘璆、董朝、張尚、胡沖[111]
  - 選曹尚書陸喜，侍中韋昭、虞昺、李仁，中常侍王蕃，東觀令華覈，五官中郎將丁忠[112]
  - 前將軍鍾離牧、孫秀，左將軍留平，右將軍諸葛靚，镇西將軍朱琬，护军將軍孫震，撫軍將軍步協，建威將軍孫晏，遊擊將軍張象[113]
  - 丹陽太守沈瑩，會稽太守郭誕、車浚，臨海太守奚熙，京下督孫楷，徐陵督陶濬，無難督周處[114]
  - 宜都太守虞忠，建平太守吾彥，江陵督伍延，西陵督步闡、張政、留憲，樂鄉督孫歆，公安督孫遵，夏口督孫慎，中夏督陸景，丹陽監盛紀，夷道監陸晏[115]
  - 威南將軍薛珝，廣州牧滕脩，廣州刺史熊睦、徐旗、閭豐，交州刺史劉俊、虞汜、陶璜，南海太守留略，桂林太守脩允[116]
  - 尚書岑昬，殿中列將何定，司市中郎將陳聲，司直中郎將張俶，奉禁都尉陳訓，侍芝郎黃耇，平慮郎吳平[117]
- 尚广，术士，为孫晧占卜看是否能取得天下，占卜的结果显示他将在庚子年“青盖入洛阳”。

## 延伸阅读
[在维基数据编辑]
 《三國志/卷48》，出自陳壽《三國志》
 在维基共享资源阅览影像
| 孙皓 孫吳                    | 孙皓 孫吳                                                     | 孙皓 孫吳                                        |
| 統治者頭銜                   | 統治者頭銜                                                    | 統治者頭銜                                       |
| ---------------------------- | ------------------------------------------------------------- | ------------------------------------------------ |
| 前任： 景帝孫休 年号：永安   | 孫吳皇帝 264年－280年5月1日 元興元年 - 天紀四年三月壬寅       | 亡於西晉                                         |
| 前任： 吳景帝孫休 年号：永安 | 中國東南部君主 264年－280年5月1日 元興元年 - 天紀四年三月壬寅 | 繼任： 晉武帝司馬炎 年号：泰始、咸寧、太康、太熙 |